# Mosze Ben–Ammi
Mosze Ben–Ammi (hebr.: משה בן-עמי, ang.: Moshe Ben-Ami, ur. w 1898 w Tyberiadzie, zm. 18 lutego 1960) – izraelski polityk i prawnik, w latach 1949–1951 poseł do Knesetu.
W  pierwszych wyborach parlamentarnych w Izraelu w 1949 jedyny raz pierwszy dostał się do izraelskiego parlamentu z listy partii Sefardyjczycy i Orientalne Społeczności.